# Pershing II
El sistema de armas Pershing II era un misil balístico de alcance medio de dos etapas y combustible sólido diseñado y construido por Martin Marietta para reemplazar el sistema de misiles de artillería de campaña Pershing 1a como el principal sistema de misiles con capacidad nuclear del ejército de los Estados Unidos. El Ejército de los EE. UU. reemplazó el Pershing 1a con el Sistema de Armas Pershing II en 1983, mientras que la Fuerza Aérea Alemana retuvo el Pershing 1a hasta que todos los Pershing fueron eliminados en 1991. El Comando de Misiles del Ejército de los EE. UU. (MICOM) gestionó el desarrollo y las mejoras, mientras que la Artillería de Campaña Rama desplegó los sistemas y desarrolló la doctrina táctica.

## Eliminación

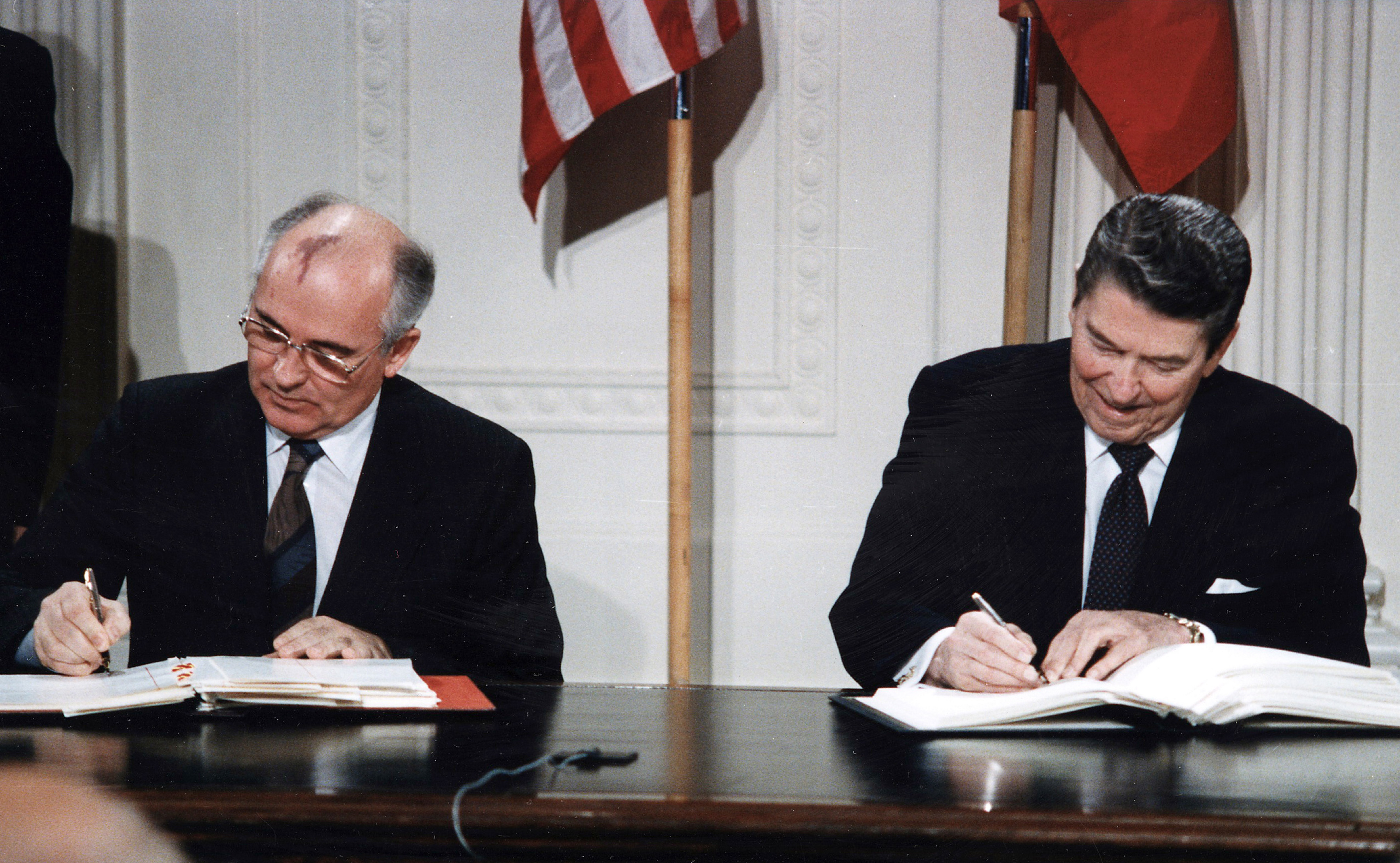
Mijaíl Gorbachov (izquierda) y Ronald Reagan (derecha) firmando el tratado el 8 de diciembre de 1987.

Los sistemas Pershing fueron eliminados tras la ratificación del Tratado sobre Fuerzas Nucleares de Rango Intermedio el 27 de mayo de 1988. Los misiles comenzaron a retirarse en octubre de 1988 y los últimos misiles fueron destruidos por la combustión estática de sus motores y posteriormente aplastado en mayo de 1991 en la planta de municiones del ejército de Longhorn cerca de Caddo Lake , Texas. Aunque no estaba cubierta por el tratado, Alemania Occidental acordó unilateralmente la eliminación de los misiles Pershing 1a de su inventario en 1991, y los misiles fueron destruidos en Estados Unidos.